# ريج إيفانز
ريج إيفانز (بالإنجليزية: Reg Evans)‏ هو ممثل أسترالي وبريطاني، ولد في 27 مارس 1928 بلندن في المملكة المتحدة، وتوفي في 7 فبراير 2009 في أستراليا.

## أعمال

### أفلام
- (1979) ماد ماكس[4]
- (1981) غاليبولي

## وصلات خارجية
- ريج إيفانز على موقع IMDb (الإنجليزية)
- ريج إيفانز على موقع ألو سيني (الفرنسية)
- ريج إيفانز على موقع أول موفي (الإنجليزية)
- ريج إيفانز على موقع قاعدة بيانات الأفلام السويدية (السويدية)
- ريج إيفانز على موقع قاعدة بيانات الفيلم (الإنجليزية)
- ريج إيفانز على موقع كينوبويسك (الروسية)